# Suosaari (ö i Finland, Norra Savolax, Kuopio, lat 62,94, long 27,67)
Suosaari är en ö i Finland.   Den ligger i kommunen Kuopio i den ekonomiska regionen  Kuopio ekonomiska region  och landskapet Norra Savolax, i den centrala delen av landet, 300 km norr om huvudstaden Helsingfors.